# Luana
Luana  è un nome proprio di persona italiano femminile.

## Varianti
- Maschili: Luano[2][3]

### Varianti in altre lingue
- Inglese: Luana[1][5], Luann[1]
- Portoghese: Luana[1]

## Origine e diffusione

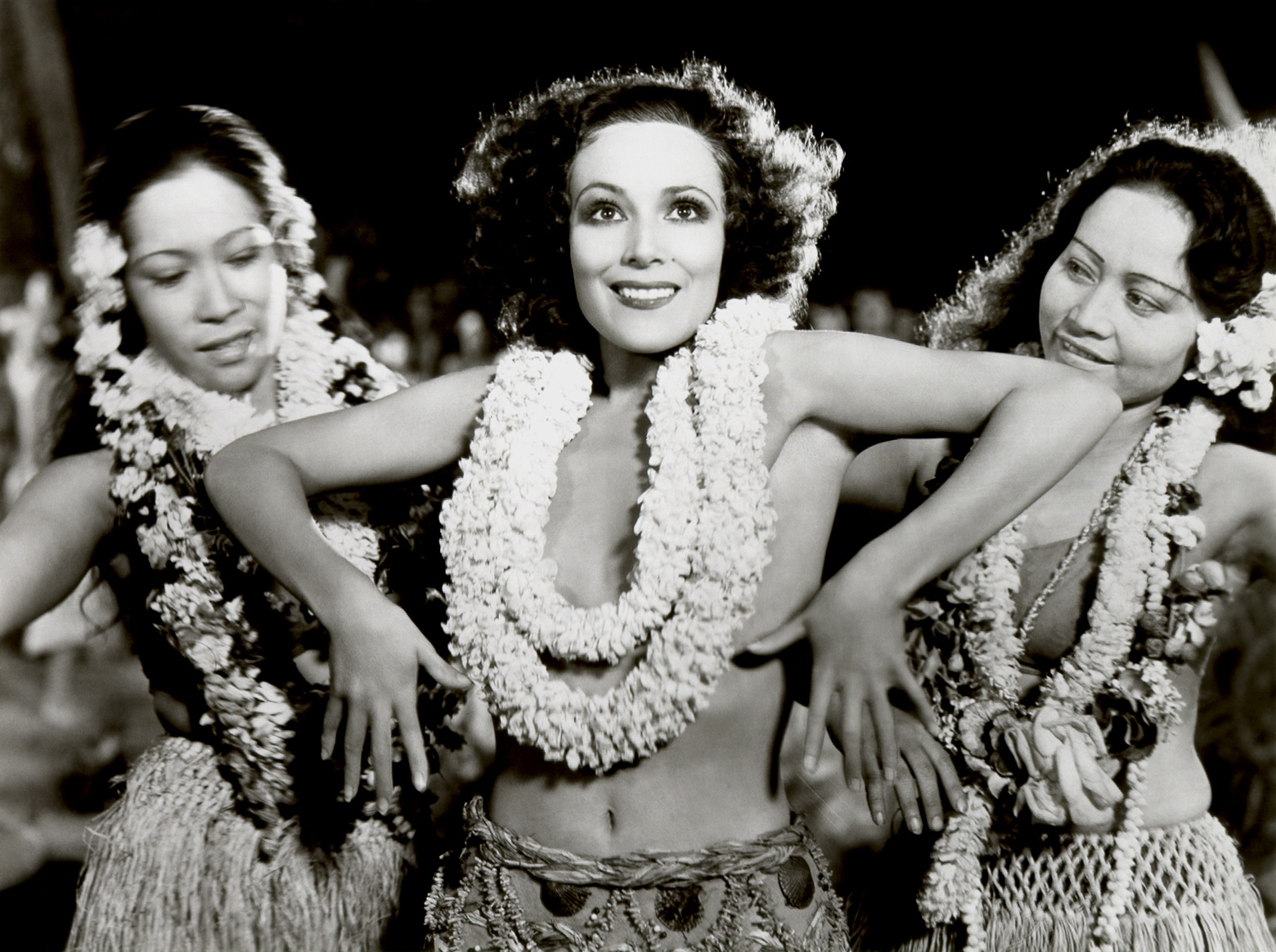
Dolores del Río nei panni di Luana nel film Luana, la vergine sacra

Questo nome si diffuse grazie al film di King Vidor del 1932 Luana, la vergine sacra, interpretato da Dolores del Río e ambientato in Polinesia. che ebbe particolare successo in Italia, e si affermò poi grazie al suono eufonico ed esotico. Non è chiaro da dove Vidor abbia tratto l'ispirazione per coniarlo: secondo alcune fonti, il nome potrebbe avere origine polinesiana, forse basato sul termine hawaiano luana, che significa "godersi il tempo libero", "svagarsi", oppure tratto dal nome di Lua Nuu, una figura della mitologia polinesiana analoga al biblico Noè. In inglese, inoltre, può essere considerato una variante di Luann. Un personaggio chiamato Luana esiste anche nel folclore rumeno.
In Italia è diffuso principalmente nel Centro-Nord, specie in Emilia-Romagna e Toscana, ed è attestato anche nella forma maschile "Luano" (assai poco usata, comunque).

## Onomastico
Non esistono sante che portano questo nome, che quindi è adespota, e l'onomastico può essere festeggiato in occasione di Ognissanti, il 1º novembre. Va notato che esiste un san Luano (o san Moloc), vescovo e fondatore di vari monasteri in Scozia, commemorato il 25 giugno, il cui nome, tuttavia, non ha nulla a che vedere con questo.

## Persone
- Luana Borgia, pornoattrice e cantante italiana
- Luana Colussi, conduttrice televisiva e attrice italiana
- Luana Fracassi, calciatrice italiana
- Luana Patten, attrice statunitense
- Luana Ravecca, scrittrice, fumettista ed enigmista italiana
- Luana Ravegnini, showgirl e attrice italiana
- Luana Trapè, scrittrice italiana
- Luana Walters, attrice statunitense
- Luana Zanella, politica italiana